# ارن کلس
ارن کلس (انگلیسی: Eren Keles؛ زادهٔ ۱۳ مهٔ ۱۹۹۴) بازیکن فوتبال اهل اتریش است.
از باشگاه‌هایی که در آن بازی کرده‌است می‌توان به باشگاه فوتبال آدانااسپور اشاره کرد.